# رامهرمز
رامهرمز مدينة إيرانية تقع في شرق محافظة خوزستان، وهي عاصمة "بلدية رامز"، يقطن المدينة نحو 49,822 نسمة، ويعتمد اقتصاد المدينة على الزراعة، يرجع تاريخ المدينة إلى الحقبة الساسانية كما وجدت قبور تعود للحقبة العيلامية.

## المناخ
يظهر الجدول التالي التغييرات المناخية على مدار السنة لرامز:
| البيانات المناخية لـرامز | البيانات المناخية لـرامز | البيانات المناخية لـرامز | البيانات المناخية لـرامز | البيانات المناخية لـرامز | البيانات المناخية لـرامز | البيانات المناخية لـرامز | البيانات المناخية لـرامز | البيانات المناخية لـرامز | البيانات المناخية لـرامز | البيانات المناخية لـرامز | البيانات المناخية لـرامز | البيانات المناخية لـرامز | البيانات المناخية لـرامز |
| الشهر | يناير                    | فبراير                   | مارس                     | أبريل                    | مايو                     | يونيو                    | يوليو                    | أغسطس                    | سبتمبر                   | أكتوبر                   | نوفمبر                   | ديسمبر                   | المعدل السنوي            |
| --- | ------------------------ | ------------------------ | ------------------------ | ------------------------ | ------------------------ | ------------------------ | ------------------------ | ------------------------ | ------------------------ | ------------------------ | ------------------------ | ------------------------ | ------------------------ |
| الدرجة القصوى °م (°ف) | 27.2 (81.0)              | 31.0 (87.8)              | 37.4 (99.3)              | 43.2 (109.8)             | 47.8 (118.0)             | 50.6 (123.1)             | 51.6 (124.9)             | 51.4 (124.5)             | 48.6 (119.5)             | 43.0 (109.4)             | 35.8 (96.4)              | 31.0 (87.8)              | 51.6 (124.9)             |
| متوسط درجة الحرارة الكبرى °م (°ف) | 17.1 (62.8)              | 20.2 (68.4)              | 25.2 (77.4)              | 32.1 (89.8)              | 39.7 (103.5)             | 44.5 (112.1)             | 46.0 (114.8)             | 45.8 (114.4)             | 42.0 (107.6)             | 35.9 (96.6)              | 26.7 (80.1)              | 19.8 (67.6)              | 32.9 (91.2)              |
| المتوسط اليومي °م (°ف) | 12.7 (54.9)              | 15.0 (59.0)              | 19.2 (66.6)              | 25.4 (77.7)              | 32.2 (90.0)              | 36.3 (97.3)              | 38.2 (100.8)             | 38.0 (100.4)             | 34.2 (93.6)              | 28.9 (84.0)              | 20.7 (69.3)              | 15.0 (59.0)              | 26.3 (79.3)              |
| متوسط درجة الحرارة الصغرى °م (°ف) | 9.3 (48.7)               | 9.8 (49.6)               | 13.3 (55.9)              | 18.7 (65.7)              | 24.7 (76.5)              | 28.2 (82.8)              | 30.5 (86.9)              | 30.1 (86.2)              | 26.3 (79.3)              | 21.8 (71.2)              | 14.7 (58.5)              | 10.2 (50.4)              | 19.7 (67.5)              |
| أدنى درجة حرارة °م (°ف) | −0.8 (30.6)              | −0.8 (30.6)              | 2.8 (37.0)               | 7.6 (45.7)               | 15.6 (60.1)              | 21.6 (70.9)              | 23.4 (74.1)              | 22.6 (72.7)              | 18.4 (65.1)              | 12.4 (54.3)              | 2.2 (36.0)               | 0.6 (33.1)               | −0.8 (30.6)              |
| الهطول مم (إنش) | 77.1 (3.04)              | 42.5 (1.67)              | 43.2 (1.70)              | 19.7 (0.78)              | 1.9 (0.07)               | 0.1 (0.00)               | 0.1 (0.00)               | 0.2 (0.01)               | 0.9 (0.04)               | 8.0 (0.31)               | 29.0 (1.14)              | 87.5 (3.44)              | 310.2 (12.21)            |
| متوسط أيام هطول الأمطار (≥ 1.0 mm) | 7.0                      | 4.4                      | 4.3                      | 3.2                      | 0.5                      | 0.0                      | 0.0                      | 0.1                      | 0.1                      | 0.8                      | 3.4                      | 5.7                      | 29.5                     |
| متوسط الرطوبة النسبية (%) | 69                       | 58                       | 48                       | 37                       | 21                       | 17                       | 19                       | 21                       | 21                       | 28                       | 45                       | 65                       | 37                       |
| ساعات سطوع الشمس الشهرية | 175.5                    | 195.1                    | 229.8                    | 233.4                    | 290.6                    | 339.6                    | 336.1                    | 339.8                    | 309.8                    | 272.3                    | 214.7                    | 178.3                    | 3٬115                    |
| المصدر: Iran Meteorological Organization (records), (temperatures), (precipitation), (humidity), (days with precipitation), (sunshine) |                          |                          |                          |                          |                          |                          |                          |                          |                          |                          |                          |                          |                          |

## أعلام
- محمد جواد فتحي
- أوميد خالدي
- عادل كلاه كج
- آرش أفشين